# Araǰin Xowmb 2018-2019
L'Araǰin Xowmb 2018-2019 è stata la 28ª edizione della seconda serie del campionato armeno di calcio. La stagione è iniziata il 6 agosto 2018 ed è terminata il 13 giugno 2019.

## Stagione

### Novità
Al termine della stagione 2017-2018 sono salite in massima serie Lori, Artsakh e Ararat-Moskva.
Cinque nuove squadre sono state ammesse al campionato:
- Ararat-Armenia 2, seconda squadra dell'Ararat-Moskva che, una volta promossa in massime serie, è stata appunto rinominata Ararat-Armenia
- Erevan, rifondata dopo lo scioglimento del 1999
- Lokomotiv Erevan, rifondata dopo lo scioglimento del 2005
- Junior Sevan, società fondata ex novo nel 2018
- Banants 3, terza squadra del Banants

### Formula
Le 12 squadre partecipanti si affrontano tre volte, per un totale di 33 giornate. La prima classificata, viene promossa in Bardsragujn chumb.

## Classifica
|  | Pos. | Squadra          | Pt | G  | V  | N  | P  | GF  | GS  | DR  |
|  | ---- | ---------------- | -- | -- | -- | -- | -- | --- | --- | --- |
|  | 1.   | Junior Sevan     | 81 | 33 | 25 | 6  | 2  | 90  | 26  | +64 |
|  | 2.   | Erevan           | 70 | 33 | 22 | 4  | 7  | 112 | 46  | +66 |
|  | 3.   | Banants 2        | 70 | 33 | 21 | 7  | 5  | 65  | 31  | +34 |
|  | 4.   | Ararat-Armenia 2 | 61 | 33 | 18 | 7  | 8  | 70  | 40  | +30 |
|  | 5.   | Alaškert 2       | 55 | 33 | 15 | 10 | 8  | 63  | 39  | +24 |
|  | 6.   | Lokomotiv Erevan | 55 | 33 | 16 | 7  | 10 | 61  | 37  | +24 |
|  | 7.   | P'yownik 2       | 40 | 33 | 11 | 7  | 15 | 47  | 56  | -9  |
|  | 8.   | Širak 2          | 37 | 33 | 11 | 4  | 18 | 38  | 56  | -18 |
|  | 9.   | Banants 3        | 33 | 33 | 9  | 6  | 18 | 38  | 57  | -19 |
|  | 10.  | Ganjasar 2       | 27 | 33 | 7  | 6  | 20 | 43  | 94  | -51 |
|  | 11.  | Ararat 2         | 25 | 33 | 6  | 7  | 20 | 40  | 94  | -54 |
|  | 12.  | Erebuni SC       | 4  | 33 | 1  | 1  | 31 | 12  | 103 | -91 |

Legenda:
      Promossa in Bardsragujn chumb 2019-2020
      Esclusa a campionato in corso.
Note:
Tre punti a vittoria, uno a pareggio, zero a sconfitta.